# 幼年型黃色肉芽腫
幼年型黃色肉芽腫 (英語：Juvenile xanthogranuloma, JXG) 是一種相對常見的皮膚疾病，屬於非蘭格罕細胞組織球增生症 (英語：non-Langerhans cell histiocytosis) 中最常見的一種。它主要影響嬰幼兒，尤其在出生後第一年內。雖然名字中帶有「黃色瘤」，但 JXG 與體內的脂質代謝異常無關。絕大多數 JXG 病灶僅限於皮膚，通常是良性且會自行消退，預後極佳。然而，少數情況下 JXG 可能影響眼睛或其他器官，甚至與某些血液疾病有關聯。

## 病因學
幼年型黃色肉芽腫的確切病因目前尚不清楚。普遍認為它並非真正的腫瘤，而是一種反應性的組織細胞 (histiocyte) 增生，可能是身體對某些未知的刺激（例如感染或物理性損傷）產生的一種肉芽腫性組織細胞反應。其組織細胞來源被認為是真皮層的樹突細胞。

## 流行病學
JXG 最常見於嬰幼兒時期。據估計，大約 75% 的病例在出生後第一年內出現皮損，其中超過 15-20% 的患兒在出生時就已經有病灶。成人發病相對罕見，約佔所有病例的 10%，稱為成人黃色肉芽腫，發病高峰在二十多歲至三十多歲。兒童 JXG 患者中男性比例稍高，但在成人中則無明顯性別差異。由於許多病灶（尤其是單發且細小的）可能未被識別或診斷，JXG 的真實發生率可能被低估。

## 臨床表現

### 皮膚表現
JXG 最典型的表現是在皮膚上出現一個或多個無症狀、質地較硬、邊界清晰的丘疹或結節。病灶大小不一，小的直徑僅數毫米 (微結節型)，大的可達 1-2 厘米 (巨結節型)，甚至有直徑達數厘米的巨大 JXG。
病灶的顏色會隨時間變化：早期可能呈現粉紅色或紅褐色 ，之後逐漸轉變為特徵性的黃色或橙棕色。病灶表面可能光滑，也可能出現毛細血管擴張，使其看起來帶點紫色。偶爾病灶表面會發生潰瘍、結痂或出血，可能伴有搔癢或不適。其他較少見的形態包括表面過度角化、呈疣狀、帶蒂狀、扁平斑塊狀或皮下腫塊狀。
大多數患者 (可能高達 90%) 只有單個皮損，少數患者則有多個甚至數百個皮損 。最常見的發病部位是頭頸部和上半身軀幹。
口腔黏膜 JXG 較少見，可能出現在舌頭側面、牙齦、頰黏膜或硬顎中線，呈現黃色結節，有時會潰瘍出血，外觀可能呈疣狀、帶蒂或類似纖維瘤。

### 皮膚外表現
雖然 JXG 主要影響皮膚，但少數情況下 (<5-10%) 會發生在皮膚以外的器官，稱為系統性 JXG。皮膚外 JXG 最常見的部位是眼睛，其次是肺臟。其他可能受累的部位包括中樞神經系統、肝臟、脾臟、骨骼、肌肉、心包膜、睪丸、腎上腺、喉部等。
眼部 JXG (Ocular JXG) 在所有 JXG 患者中的發生率估計在 0.3% 到 10% 之間，但也有研究認為低於 0.5%。眼部受累幾乎總是單側性的，且好發於年幼的兒童，特別是兩歲以下的嬰兒。大約 40% 的眼部 JXG 患者在診斷時同時有多發性皮膚病灶。眼睛中最常受影響的部位是虹膜。眼部 JXG 可能導致嚴重的併發症，例如自發性眼內出血 (前房積血) 和繼發性青光眼，若未及時治療可能導致失明。因此，對於 JXG 高風險患兒 (年齡小於 2 歲或有多發性皮損者)，建議進行眼科檢查。自發性前房積血伴或不伴眼壓升高是虹膜 JXG 的常見徵兆。
系統性 JXG 可能會引起相應器官的功能障礙。例如，中樞神經系統受累可能導致癲癇發作、顱內壓增高、尿崩症或發育遲緩；肝臟受累可能導致肝衰竭。雖然系統性 JXG 可能致命 (死亡率約 5-10%)，但總體來說，因 JXG 導致的死亡非常罕見。

## 相關疾病
JXG 被發現與某些疾病的關聯性增加。較為明確的是與第一型神經纖維瘤病 (NF1) 的關聯，JXG 在 NF1 患者中更常見。此外，一種罕見的兒童白血病——幼年型骨髓單核細胞白血病 (JMML) 也與 JXG 有關。研究指出，若兒童同時患有 JXG 和 NF1，其發生 JMML 的風險比僅患有 NF1 的兒童要高出 20 至 32 倍。雖然這種三重關聯 (JXG + NF1 + JMML) 的絕對風險仍然很低，但對於同時有 JXG 和 NF1 的兒童，需要警惕 JMML 的可能性。其他被報導過的罕見關聯包括色素性蕁麻疹、胰島素依賴型糖尿病、水源性搔癢症和鉅細胞病毒 (CMV) 感染等。

## 組織病理學

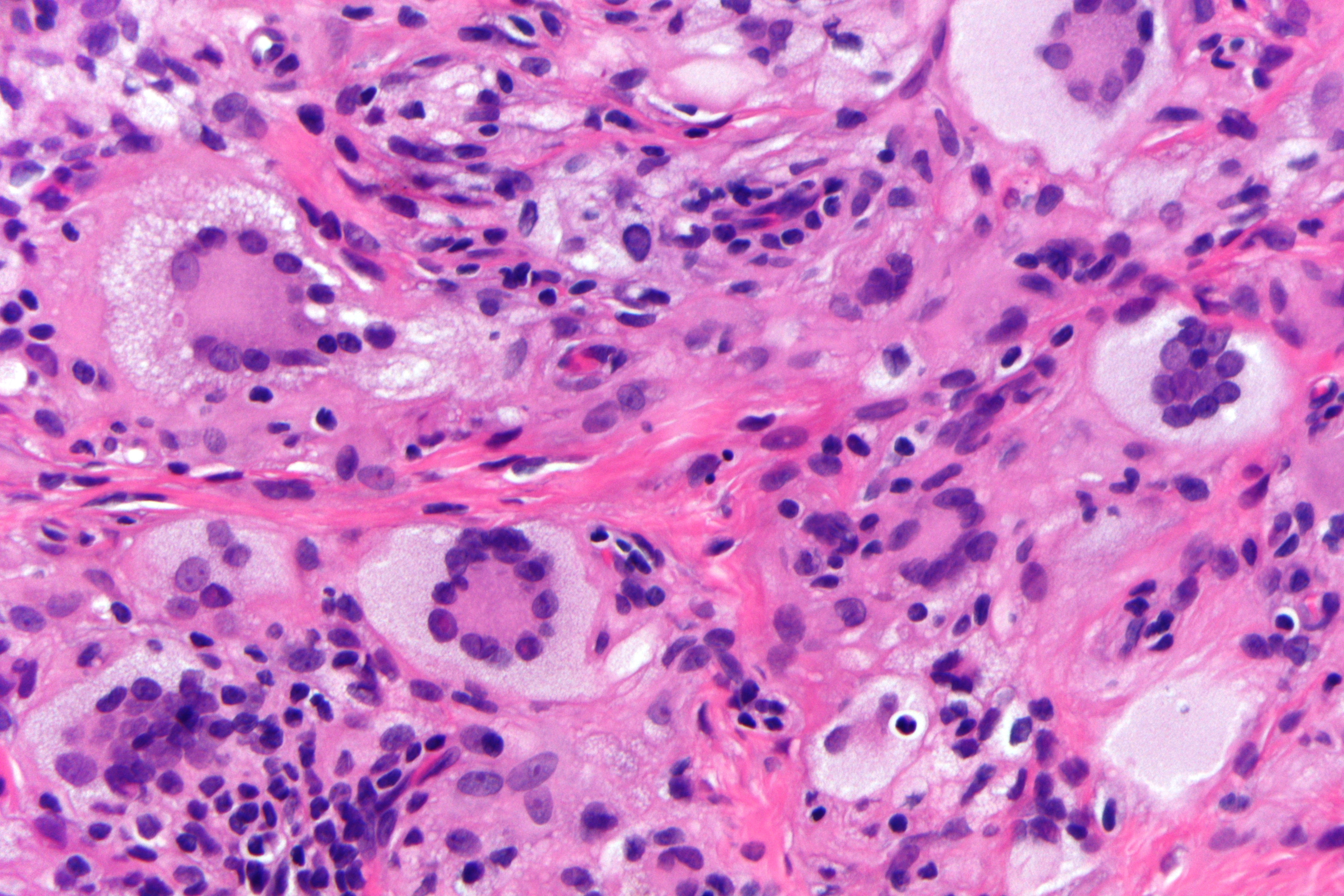
幼年型黃色肉芽腫的組織病理學特徵是散佈的Touton 巨細胞。

在顯微鏡下觀察 JXG 的活檢組織，可以看到真皮層內有界線清楚、密集的組織細胞浸潤，這些細胞是 JXG 的主要成分。通常還混雜有淋巴細胞、漿細胞和嗜酸性粒細胞。
JXG 的組織學形態會隨病灶的成熟度而變化。早期病灶可能主要由單核的組織細胞構成，這些細胞有時呈梭形或拉長的形態，泡沫細胞和 Touton 巨細胞可能很少或缺如，有絲分裂象可能較多。隨著病灶成熟，會出現因吞噬脂質而胞漿呈泡沫狀的泡沫細胞、異物巨細胞和特徵性的 Touton 巨細胞。Touton 巨細胞是 JXG 的標誌性特徵，在約 85% 的病例中可見。這種細胞體積巨大，含有多個呈環狀或花環狀排列在細胞中央的細胞核，周圍是嗜酸性的胞漿，最外層則是一圈泡沫狀胞漿。到了晚期 (消退期)，組織細胞浸潤減少，取而代之的是纖維母細胞增生和纖維化。眼部 JXG 的組織形態與皮膚病灶相似，但 Touton 巨細胞的數量通常較少。
免疫組織化學染色 (IHC) 對於確認診斷和鑑別診斷很有幫助。JXG 的組織細胞通常對 CD68 (或 Ki-M1P)、Factor XIIIa、Vimentin、CD4、CD163、Fascin 和 CD14 呈陽性反應，而對 S100 蛋白和 CD1a 呈陰性反應。其中，CD1a 陰性是區分 JXG 與蘭格罕細胞組織球增生症 (LCH) 的重要依據，因為 LCH 的細胞通常會表達 CD1a 和 S100。電子顯微鏡檢查可見組織細胞內含有包被囊泡及逗號狀或蠕蟲狀小體，但缺乏 LCH 特有的 Birbeck 顆粒。

## 診斷
JXG 的診斷主要依據臨床表現和組織病理學檢查。典型的黃色、橙色或紅棕色丘疹或結節，尤其出現在嬰幼兒頭頸部或上半身軀幹時，應考慮 JXG 的可能性。皮膚鏡檢查作為一種非侵入性的輔助診斷工具，常能觀察到特徵性的「落日樣」外觀，即中央呈紅黃色，周圍有一圈離散的紅暈。然而，確診 JXG 的金標準是進行皮膚活檢。取一小塊皮損組織進行組織病理學檢查，觀察典型的細胞形態 (如 Touton 巨細胞) 和免疫組織化學染色結果 (CD68+/Factor XIIIa+/S100-/CD1a-)，可以明確診斷。對於容易切除的病灶，完整切除活檢即可診斷同時達到治療目的。若懷疑有皮膚外受累，則需進行相應的影像學檢查 (如眼科檢查、超聲波、電腦斷層 CT 或磁力共振 MRI) 來評估病灶範圍。對於同時患有 NF1 的 JXG 患兒，應定期進行全血細胞計數以監測 JMML 的發生。

## 鑑別診斷
由於 JXG 的外觀多樣，需要與多種良性及惡性皮膚病變進行鑑別，具體取決於臨床表現和發病部位。主要的鑑別診斷包括蘭格罕細胞組織球增生症 (LCH)，這是最重要的鑑別診斷之一，兩者皮損有時相似，但 LCH 細胞表達 CD1a 和 S100 蛋白。其他需要考慮的疾病有網狀組織細胞瘤、其他黃色瘤、肥大細胞瘤 (摩擦後有 Darier's sign)、皮膚纖維瘤、史匹茲痣等。在不典型部位或形態不典型的 JXG，還需排除惡性腫瘤的可能性，例如胚胎型橫紋肌肉瘤。準確的診斷通常需要依靠皮膚活檢及組織病理學檢查。

## 治療與管理
JXG 的治療策略主要取決於病灶的位置和是否引起症狀或併發症。
對於最常見的、僅限於皮膚的 JXG 病灶，由於其具有良性、自限性的特點，通常不需要特殊治療。大多數皮損會在數年內 (通常 3-6 年) 自行緩慢消退。因此，臨床觀察和追蹤是標準處理方式。如果病灶位於影響外觀的部位，或者因為潰瘍、出血等引起不適，可以考慮進行手術切除。
對於眼部 JXG，由於存在導致青光眼、前房積血甚至失明的風險，通常需要積極治療。治療方法包括局部使用皮質類固醇 (如眼藥水、眼周注射)、全身性皮質類固醇、處理併發症的手術 (如青光眼手術) 或在其他治療無效時考慮低劑量放射治療。
對於罕見的系統性 JXG，如果病灶引起重要器官的功能障礙、產生壓迫症狀，或者無法手術切除，則可能需要更積極的治療，包括手術切除 (適用於孤立、可切除的病灶)、化學治療 (常用於有症狀、無法切除或切除不完全的皮膚外病灶，方案可能類似於 LCH 的方案)、放射治療或免疫抑制劑。
對於 JXG 合併 NF1 的患兒，應定期進行血液檢查以監測發生 JMML 的風險。對於眼部受累高風險的患兒 (年齡小於 2 歲或有多發性皮損)，應定期接受眼科醫生的檢查。JXG 的管理常需要皮膚科、眼科、兒科血液腫瘤科、病理科等多個專業的合作。

## 預後
幼年型黃色肉芽腫的總體預後通常非常好。絕大多數僅限於皮膚的 JXG 病灶是良性的，並且會在 3 到 6 年內自行消退，通常不會留下明顯疤痕，有時可能留下輕微的色素沉著或皮膚萎縮。對於眼部病灶，如果能夠及早診斷並給予適當治療，多數可以控制病情，避免嚴重視力損害；但若延誤治療或出現嚴重併發症，則可能導致視力永久受損甚至失明。罕見的系統性病灶預後差異較大，孤立的顱內 JXG 病灶預後相對較好，但廣泛的系統性受累，特別是影響肝臟或中樞神經系統時，預後較差，可能危及生命。

## 併發症
JXG 的併發症相對少見，主要與皮膚外受累有關。最需要關注的是眼部併發症，包括青光眼、自發性前房積血、虹膜異色、葡萄膜炎，嚴重時可導致失明。極少數情況下，JXG 侵犯重要器官可能導致功能衰竭 (如肝衰竭) 或神經系統問題 (如癲癇、發育遲緩、尿崩症)。雖然皮損會自行消退，但較大或位於暴露部位的病灶可能在消退前引起外觀上的困擾，消退後也可能留下輕微的皮膚萎縮或色素改變。此外，對於同時患有 NF1 的 JXG 兒童，存在發生 JMML 的風險增加。